# Benzin
«Benzin» (с нем. — «Бензин») — восемнадцатый сингл группы Rammstein.

## Список композиций
| №  | Название                                   | Длительность |
| -- | ------------------------------------------ | ------------ |
| 1. | «Benzin»                                   | 3:47         |
| 2. | «Benzin (Combustion Remix by Meshuggah)»   | 5:05         |
| 3. | «Benzin (Smallstars Remix by Ad Rock)»     | 3:45         |
| 4. | «Benzin (Kerosinii Remix by Apocalyptica)» | 3:48         |

## Видеоклип
В начале клипа на пожарной станции загорается тревожная лампа, и команда брандмейстеров не торопясь собирается, а затем выезжает на вызов на пожарной машине огромных размеров. Большую часть песни группа несётся по пригороду, а затем и по городу, сметая на своём пути деревья, машины, мосты и даже проезжая наперерез товарному поезду. В итоге, почти доехав до места, машина переворачивается на крутом вираже. Выбравшись из покорёженной кабины, группа обнаруживает, что была вызвана на помощь человеку (а именно — клавишнику группы), стоящему на крыше здания и готовящемуся прыгнуть вниз. Команда, недолго думая, растягивает спасательный тент, и в тот момент, когда человек уже прыгнул, ткань посередине расходится.

## Живое исполнение
Впервые песня была представлена 23 июня 2005 года, за несколько месяцев до официального релиза. Во время исполнения в Reise, Reise туре из сцены вырывались столбы огня (только в Wuhlheide). В английском подтуре (14-18.07.2005) и на концерте в Ниме исполнялась без спецэффектов. В Liebe ist für alle da туре во время исполнения вывозили цистерну с бензином. Тилль, держа в одной руке огнемёт, а в другой распылитель (микрофон был прикреплён к груди), поливал воздух пламенем, а затем выбежавшего на сцену каскадёра. Не исполнялось в первой части Made in Germany тура, вернулась в 2013 году во время второй части тура.

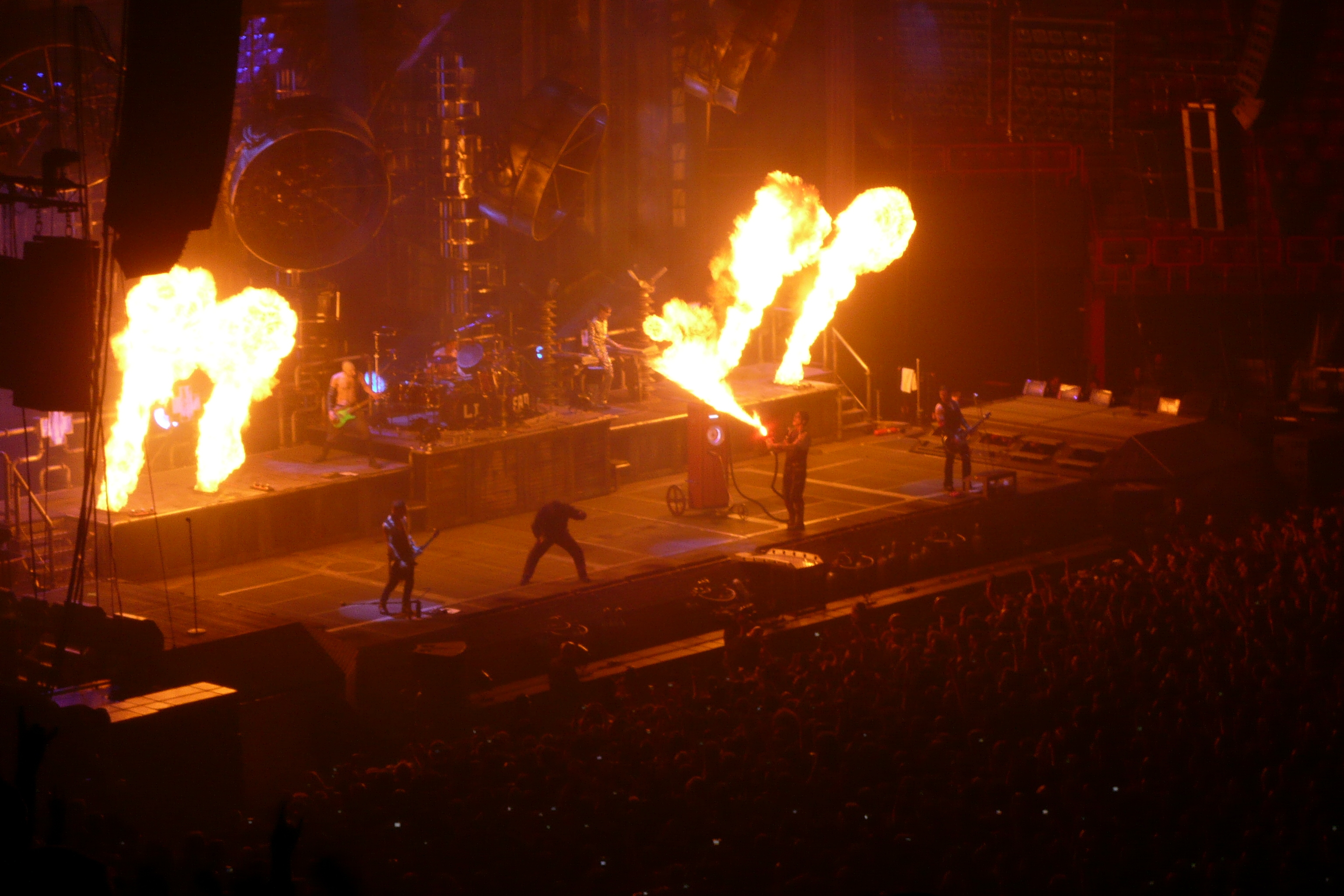
Исполнение песни в Париже. 2009 год

## Над синглом работали
- Тилль Линдеманн — вокал
- Рихард Круспе — соло-гитара, бэк-вокал
- Пауль Ландерс — ритм-гитара, бэк-вокал
- Оливер Ридель — бас-гитара
- Кристоф Шнайдер — ударные
- Кристиан Лоренц — клавишные